# Nino Pisoni
Stefano detto Nino Pisoni (Nerviano, 5 maggio 1927 – Parabiago, 20 dicembre 2002) è stato un politico italiano, esponente della Democrazia Cristiana, sindacalista e parlamentare europeo.
È stato per dieci anni sindaco del Comune di Bernate Ticino.
È stato consigliere regionale e assessore all'Ecologia per la Regione Lombardia.
Direttore della Coldiretti di Milano dal 1960 al 1984.
È stato parlamentare europeo dal 1984 al 1994: eletto alle elezioni europee del 1984, poi riconfermato nel 1989, per le liste della Democrazia Cristiana. È stato vicepresidente Delegazione per le relazioni con la Svizzera, membro della Commissione per l'agricoltura, la pesca e l'alimentazione, della Delegazione al comitato misto Parlamento europeo/Corti spagnole, della Membri del Parlamento europeo nell'Assemblea paritetica della convenzione tra gli Stati dell'Africa, dei Caraibi e del Pacifico e la CEE (ACP-CEE), della Delegazione alla Commissione parlamentare mista CE-Turchia.
Nel 1998 è stato eletto nuovo presidente dell'ERSAL, l'Ente regionale di sviluppo agricolo della Lombardia. L'ERSAL è poi confluito nell'ERSAF (Ente Regionale per i Servizi all'Agricoltura e alle Foreste della Lombardia) ed il 4 giugno 2002 Pisoni è stato nominato presidente dell'ERSAF.